# Мирчо Мирянов
Мирчо (Михал, Михаил) Христов Мирянов е български опълченец.

## Биография
Роден е през 1849 г.  в село Гложене, Тетевенско.
Постъпва в Българското опълчение на 4 май 1877 г. Редник в III дружина, I рота. Участва през цялото време в походите срещу турците и в боевете: при Ески Загра на 19 юли 1877 г., при защитата на Шипка от 9 до 12 август 1977 г. и др. Уволнен на 15 септември 1877 г. като негоден за военна служба. Награден със Сребърен медал за отбраната на Шипка на 27 август 1879 г. 
След Освобождението на България се преселва в село Турски извор, тъй като там му е дадена земя като на поборник, но поради разклатено здраве, липса на опит и др. не успява като земеделец. Препитава се от малка бакалия, а после и кръчмарство.
Оженва се за Мария Николова Стоянова (1866 – 1944), също от село Гложене, около 1882 г. През 1900 г. се сдобиват със син Цанко.
Обявен е за почетен гражданин на Габрово през 1923 година заедно с останалите живи по това време опълченци, известни на габровци.
Умира на 18 юли 1934 г. в село Турски извор. 